# 양지말항
양지말항은 경상남도 거제시 동부면 오송리에 있는 어항이다. 2003년 2월 3일 어촌정주어항으로 지정하여 관리하고 있다. 시설관리자는 거제시장이다.

## 어항 연혁
- 양지말항은 동호에서 영북으로 가는 길가에 양지마을 끝에 있다.

## 어항 구역
- 수역: 49,900m2(거제시 동부면 오송리 430-10번지 수역)
- 육역: 11,300m2

## 어항 시설
- 물양장, 선착장

## 주요 어종
- 굴, 멸치